# Arnaldo Cavallari
Arnaldo Cavallari (Fiesso Umbertiano, 13 luglio 1932 – Adria, 2 aprile 2016) è stato un pilota automobilistico e cuoco italiano, quattro volte vincitore del campionato italiano rally e inventore della tipologia di pane chiamata ciabatta.

## Palmarès
- Campionato italiano rally: 4
1962 su Alfa Romeo Giulietta TI
1963 su Alfa Romeo Giulietta TI
1964 su Alfa Romeo Giulia GT
1968 su Lancia Fulvia 1.3 Coupé HF